# Ergot du seigle
Claviceps purpurea
Espèce
Taxons de rang inférieur
- G1 prairies, champs zones ouvertes
- G2 zones humides, ombragées
- G3 (C. purpurea var. spartinae)

L'ergot du seigle (Claviceps purpurea Tul.) est un champignon vénéneux du groupe des ascomycètes, parasite du seigle (et d'autres céréales). Il contient des alcaloïdes responsables de l'ergotisme, en particulier l’acide lysergique dont est dérivé le LSD.

## Description

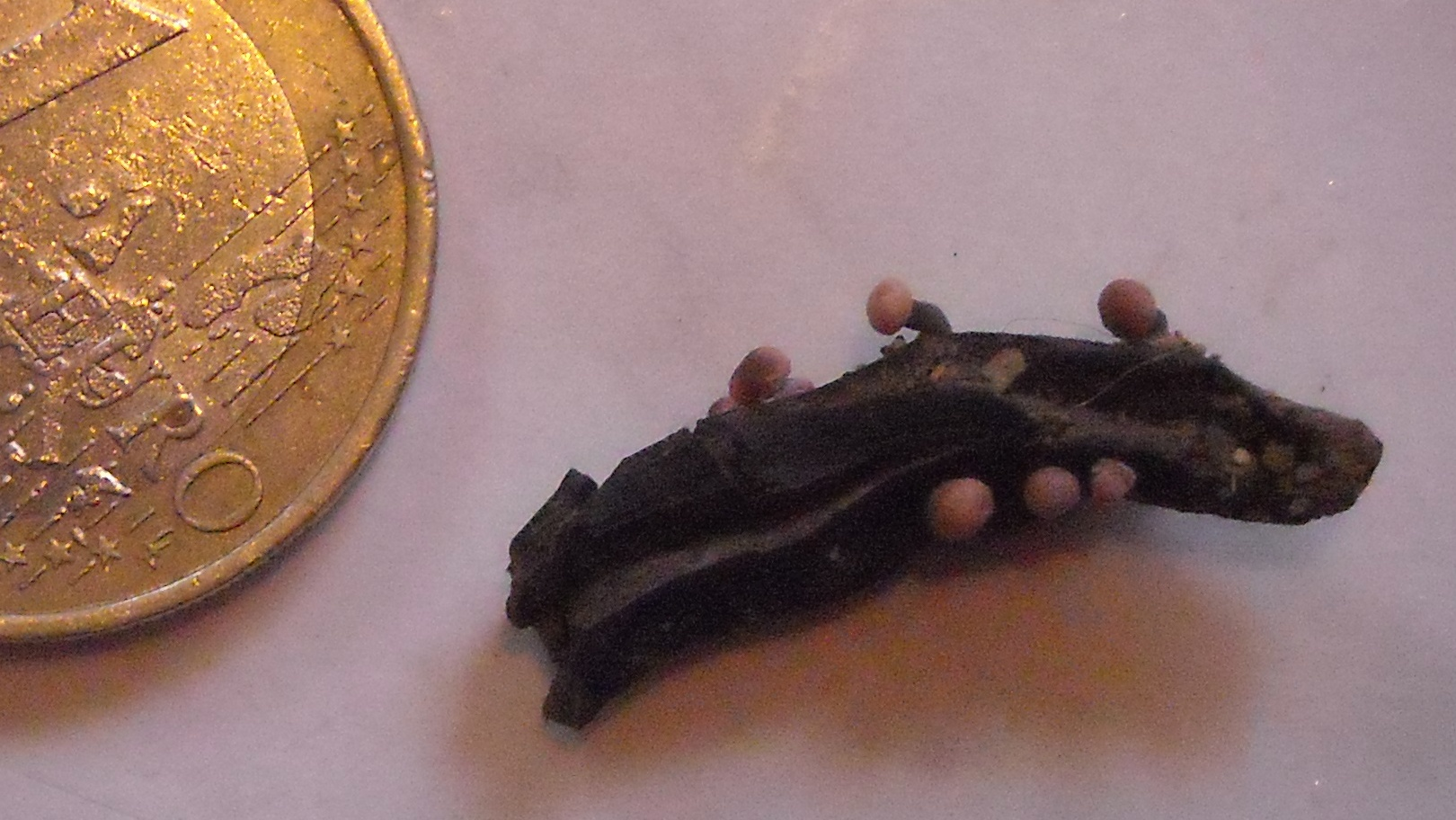
Stromas germant sur un sclérote.

C'est un mycélium permanent capable d'hiémation.
Claviceps purpurea prend successivement trois formes : le sclérote (Sclerotium clavus), masse mycélienne noire violacée cassante car riche en mélanine, blanchâtre à l'intérieur, remplace le grain, puis tombe sur le sol où il se conserve l'hiver. Ce sclérote forme donc des hyphes mélanisés.
Au début du printemps, le sclérote germe, produisant plusieurs sphères qui sont des stromas pédicellées renfermant des périthèces : on parle de forme téléomorphe. Claviceps purpurea est homothallique, mais le sclérote peut être formé de mycélium issu de plusieurs spores et, dans ce cas, la reproduction sexuée peut se réaliser avec l’interaction de deux thalles différents. Les asques renferment huit ascospores filiformes qui vont contaminer les stigmates d'un hôte (Poacée), puis l'ovaire, où le mycélium forme un capuchon blanc : c'est la forme conidienne (Sphacelia segetum). Les conidies produites dans un miellat sont disséminées par les insectes ou par le vent. Lorsque la production de conidies cesse, la forme sphacélienne évolue en sclérote.

## Plantes hôtes
L'ergot peut parasiter toutes les espèces de la sous-famille des Pooidées, ainsi que certaines espèces des sous-familles des Chloridoidées et des Arundinoidées. Parmi les céréales, seuls le maïs et le sorgho ne sont pas concernés.
Aucune variété liée à une spécialisation de l'hôte n'a été mise en évidence, en revanche, on peut distinguer génétiquement trois groupes qui présentent des caractéristiques écologiques différentes : G1 que l'on rencontre plutôt dans les prairies, les champs et autres zones ouvertes, G2 plus adapté aux zones humides, ombragées et G3 spécialisé aux marécages salés.
Alopecurus myosuroides et A. pratensis semblent pouvoir jouer un rôle important lors de la contamination des cultures de céréales.

## Moyens de lutte
La source d’infection de la culture provient généralement des graminées « hôtes » des bordures de champs. Les variétés qui tallent et fleurissent de façon inégale ou qui ont un haut degré de stérilité sont souvent plus affectées par l’ergot.
Il faut diminuer l'inoculum. Pour cela, il faut utiliser des semences indemnes de sclérotes ou de fragments de sclérotes.
Certains traitements de semences ont montré aussi leur efficacité pour empêcher la germination des sclérotes (exemple : Fluquinconazole (de), azoxystrobine et prochloraze sous réserve d'autorisation).
Les techniques culturales permettent de limiter l'inoculum : le désherbage antigraminée limite les plantes relais. On peut également limiter les plantes relais en fauchant les abords du champ avant la floraison. Le labour permet de détruire les sclérotes en les enfouissant. Il est possible d'utiliser des variétés résistantes ou de protéger la floraison par un fongicide (exemple : tébuconazol sous réserve d'autorisation).
La sévérité de l’ergot chez le seigle d’hiver diminue lorsqu’on augmente la densité de semis.[réf. souhaitée]

## Composition
Il contient des alcaloïdes polycycliques du groupe des indoles. Ces alcaloïdes dont la biosynthèse se fait à partir du tryptophane dérivent soit de l'acide lysergique (l'ergométrine, l'ergotamine, l'ergocristine, l'ergocornine, alpha-ergokryptine, l'ergosine), soit de l'acide isolysolergique (ergocristinine, ergometrinine … isomère sans rôle biologique important) soit, dans une moindre mesure, du diméthyl ergoline (clavines). Ce sont ces alcaloïdes qui sont responsables des toxicités en alimentation humaine et animale et leur quantité n'est pas directement proportionnelle à la quantité d'ergot. Cependant, comme on ne connait que mal le rôle de chacun, lorsqu'il existe des réglementations, elles portent sur la proportion d'ergot en poids dans le grain.
Le LSD est un dérivé synthétique de l'acide lysergique.

### Biosynthèse des alcaloïdes
Les gènes permettant la synthèse des alcaloïdes sont regroupés dans un cluster de gènes. La première étape de la biosynthèse est une prénylation du tryptophane qui réagit avec le diméthylallylpyrophosphate. Le produit obtenu est le diméthylallyltryptophane. L'enzyme clé est la DMAT synthase codée par le gène DMAw. D'autres étapes intermédiaires produisent ensuite des clavines (chanoclavine, agroclavine, élymoclavine). Une enzyme, la cytochrome P450 monooxygénase codée par le gène CloA, catalyse la conversion de l’élymoclavine en acide paspalique précurseur de l'acide lysergique.
La catalyse non ribosomique des tripeptides est due à des enzymes possédant trois sites : le gène lpsA1 code l'enzyme permettant la synthèse du tripeptide alanine, phénylalanine et proline caractéristique de l’ergotamine et le gène lpsA2 code l'enzyme permettant la synthèse du tripeptide valine, isoleucine et proline caractéristique de l’ergocryptine (en). Le gène lpsC code une enzyme à un seul site permettant la synthèse de l’ergométrine.

### Présence dans l'atmosphère
L'ergot du seigle est dangereux y compris sans ingestion. Les mycotoxines se concentrent dans les spores qui peuvent être adsorbées sur les poussières ou sur les particules organiques, contaminant l'air respirable des espaces confinés. Un stock de céréales dans une cave peut contaminer l'air, les mycotoxines, notamment les dérivés de l'acide lysergique à l'origine du LSD, pouvant alors atteindre les alvéoles pulmonaires.

## Règlementation européenne
La teneur en ergot des lots de céréales est réglementée en Europe. En alimentation humaine, les céréales concernées par l'intervention (blé tendre et blé dur) doivent avoir une teneur en ergot inférieure à 0,05 % ; cette teneur doit être retenue depuis 2015 pour tous les échanges de lot de céréales en Europe par modification du règlement 1881/2006. En alimentation animale, les céréales et aliments contenant des céréales non moulues doivent avoir une teneur en ergot inférieure à 1 000 mg par kilogramme (directive européenne 2002/32 transcrite par l’arrêté français du 10 janvier 1981 modifié). En 2013, le Comité européen des médicaments à usage humain (CMUH), de l'Agence européenne des médicaments (EMA) recommande de limiter les indications autorisées pour les spécialités contenant des dérivés de l'ergot de seigle. En 2011, c'est l'Agence nationale française de sécurité sanitaire des médicaments et produits de santé (ANSM) qui avait repéré des problèmes. Toutefois, les spécialités contenant des dérivés de l'ergot sont conservées dans les indications suivantes : le traitement des démences (dont la maladie d'Alzheimer) et le traitement de la crise de migraine aiguë.

## Utilisation
Son usage par les sages-femmes pour accélérer la délivrance semble ancestral même s'il n'est mentionné dans un recueil de plantes médicinales qu'en 1582 par le docteur allemand Adam Lonitzer. En France, l’article 32 de la loi du 19 ventôse de l’an XI et le décret du 23 juin 1873, qui autorisent les sages-femmes à en faire usage, font du seigle ergoté la seule exception au privilège exclusif des médecins et des vétérinaires à prescrire des substances vénéneuses.
À partir du milieu du XIXe siècle, son usage ancestral attire l'attention et les recherches visant à isoler les principes actifs commencent. En 1907, les britanniques G. Barger et F. H. Carr isolent une préparation active d'alcaloïdes qu'ils nomment ergotoxine. Mais c'est le pharmacologue H. H. Dale qui met en évidence les caractéristiques utéro-constrictives et inhibitrices sur l'adrénaline de la préparation.
En 1908, un médecin américain (John Stearn) consacre une publication (Account of the pulvis parturiens, a remedy for quickening childbirth) à l'ergot qui le met en avant dans la médecine traditionnelle. Mais son usage est jugé trop dangereux pour l'enfant puisqu'en cas d'erreur de dosage la parturiente souffre de spasmes utérins ; son utilisation se limite ensuite à la réduction des hémorragies postnatales.
Ce n'est qu'en 1918 qu'Arthur Stoll isole enfin un alcaloïde, l'ergotamine ce qui ouvre la voie à l'usage thérapeutique.
Finalement dans les années 1930, les Américains W. A. Jacob et L. C. Craig isolent l'élément fondamental commun à tous les alcaloïdes de l'ergot, l'acide lysergique. Enfin, Arthur Stoll et E. Burckhardt isolent le principe antihémorragique de l'ergot, l'ergométrine (aussi appelée ergobasine ou ergonovine).
Albert Hofmann est le premier à la synthétiser et à en améliorer les capacités thérapeutiques utéro-constrictives en élaborant un dérivé la méthylergométrine qui est commercialisée sous le nom Methergine ; c'est en cherchant d'autres molécules actives selon la même méthode qu'il synthétise le LSD en 1938.
En médecine, les dérivés de l'ergot de seigle sont des molécules utilisées en particulier dans le traitement des crises de migraine.

## Aspects culturels et historiques

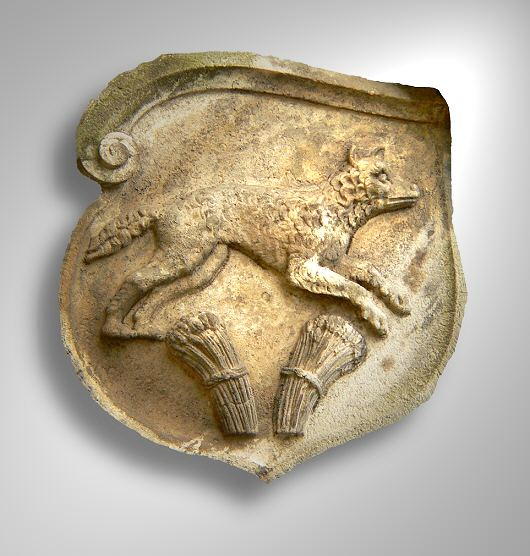
Il est possible que l'ergot ait été personnifié par un des du folklore allemand, le.

Il fut autrefois responsable d'une maladie, l'ergotisme, appelée au Moyen Âge mal des ardents ou feu de saint Antoine, liée à la présence d'ergot dans le seigle utilisé pour fabriquer le pain. Cette maladie, qui dure jusqu'au XVIIe siècle, se présente sous forme d'hallucinations passagères, similaires à ce que provoque le LSD, et à une vasoconstriction artériolaire, suivie de la perte de sensibilité des extrémités des différents membres, comme les bouts des doigts. À cette époque, il était communément admis[réf. nécessaire] que ces personnes étaient des victimes de sorcellerie ou de démons. Saint Antoine est le saint patron des ergotiques et l'Ordre hospitalier de Saint-Antoine s'était spécialisé dans le traitement des ardents.

### Épidémies médiévales
Une mycotoxine peut être produite par l'ascomycète Claviceps purpurea et pourrait aussi avoir été responsable en 994 d'une épidémie induite par la consommation de pain ayant tué environ 40 000 personnes.

### La «Grande Peur» de 1789
Selon Mary Matossian, l'ergot de seigle aurait fait partie des causes de la Grande Peur de 1789.

### Pont-Saint-Esprit, 1951
Pendant l'été 1951, une série d'intoxications alimentaires frappe la France, dont la plus sérieuse à partir du 17 août à Pont-Saint-Esprit, où elle fait sept morts, 50 internés dans des hôpitaux psychiatriques et 250 personnes affligées de symptômes plus ou moins graves ou durables. Le corps médical pense alors que le pain maudit aurait pu contenir de l'ergot de seigle, mais sans en avoir la preuve. Le pain acheté dans la boulangerie Briand provoque vomissements, maux de têtes, douleurs gastriques, musculaires, et accès de folie (convulsions démoniaques, hallucinations et tentatives de suicide), troubles pouvant évoquer l'ergotisme. La ville est prise de panique ; un journal, cité par l'historien Steven Kaplan, observe :

« Alors, faute du nom du mal, on veut connaître celui de l'homme responsable. Les versions les plus abracadabrantes circulent. On accuse le boulanger (ancien candidat RPF, protégé d'un conseiller général gaulliste), son mitron, puis l'eau des fontaines, puis les modernes machines à battre, les puissances étrangères, la guerre bactériologique, le diable, la SNCF, le pape, Staline, l'Église, les nationalisations. »

Les Spiripontains applaudissent l'arrestation d'un meunier poitevin, fournisseur de la farine employée à Pont-Saint-Esprit, incarcéré à Nîmes, avant de s'élever contre sa libération. Depuis, d'autres hypothèses ont été formulées, qui pourraient innocenter l'ergot du seigle[précision nécessaire].

#### Littérature
- L'ergot de seigle, roman de Guy-Marie Vianney 1978 : ici l'ergot est un symbole, c'est la haine qui pousse au cœur de l'homme.
- Le Rituel de l'ombre, roman policier d'Éric Giacometti et Jacques Ravenne : l'ergot est associé à deux autres substances pour former une drogue censée mettre directement en communication avec les dieux.
- Dans sa bande dessinée Le feu de saint Antoine, publiée en 2024, Nicolas Pegon met en scène l'ergot du seigle affectant un moine du XXe siècle[17]. Les vertus hallucinogènes de l'ergot transportent le moine dans un espace-temps psychédélique où il rencontre Antoine, consommateur de LSD de l'époque contemporaine. Leur rencontre impromptue donne lieu à des échanges sur la foi, les croyances, les expériences limites[18],[19]...

### Filmographie
- Dans la série de reportages : Des plantes et des hommes, l'épisode sur l'ergot de seigle : Le blé cornu (Jean-Marie Pelt), où l'on voit notamment des témoignages de rescapés de l'accident de Pont-Saint-Esprit, sept-vidéo 1994.
- Dans la série X-Files l'épisode Plus jamais, de la saison 4, porte sur les effets hallucinogènes des dérivés ergotiques à haute dose.
- Le film canadien Le Terminus de l'horreur de Maurice Devereaux repose son intrigue sur l'ambigüité de perception des monstres : seuls les personnages ayant mangé des muffins produits par un culte religieux semblent les apercevoir. Le film s'ouvre sur une enveloppe dont l'intitulé est claviceps purpurea ergot.
- Le Pain du diable téléfilm français réalisé par Bertrand Arthuys, diffusé le 13 février 2010 sur France 3.
- Dans la série Scorpion, l'épisode 17 de la saison 3 montre les protagonistes sous l'emprise des effets hallucinogènes de l'ergot de seigle.
- Le film "Honeydew" de Devereux Milburn, sorti en Octobre 2020, est un film d'horreur qui met en scène un jeune couple, Sam et Rylie, qui partent en expédition pour les études de Rylie sur le "sordico" (ergot de seigle).
- Dans l'épisode 8 de la 4ème saison de la série Poldark une femme meurt après avoir consommé une forte dose d'un élixir à base d'ergot de seigle afin de mettre au monde l'enfant qu'elle portait après seulement 8 mois de grossesse.